# Косма, Владимир
Владими́р Косма́ (фр. Vladimir Cosma; род. 13 апреля 1940, Бухарест, Румыния) — румынско-французский композитор и дирижёр. Известен прежде всего как композитор кино, написавший музыку для многих известных французских фильмов, всего более 200 саундтреков. Дважды был удостоен премии «Сезар» за лучшую музыку к фильму (фильмы «Дива» Жан-Жака Бенекса, 1982, и «Бал» Этторе Сколы, 1984). Фильмы с музыкой Владимира Космы также становились лауреатами Каннского кинофестиваля.

## Биография
Родился 13 апреля 1940 года в Бухаресте, Румыния в семье музыкантов: отец, Теодор Косма — пианист и дирижёр; мать — композитор; дядя, Эдгар Косма — композитор и дирижёр; бабушка — пианистка, выпускница бухарестской консерватории.
В Париж переехал в 1963 году, учился в школе музыки Нади Буланже. Пробился в киноиндустрию, аранжируя мелодии для Мишеля Леграна. Всё началось с того, что Легран, занятый работой над «Девушками из Рошфора», предложил Косма сделать аранжировки для своих песен («Дельфин Умм», «Куда улетают воздушные шарики?»). А на следующий год порекомендовал его в качестве композитора для фильма Ива Робера «Блаженный Александр» (1967).
За свою карьеру Владимир Косма создал более 200 музыкальных произведений для кино, среди самых известных работ — музыка к фильмам с участием Пьера Ришара, Жерара Депардьё, Жан-Поля Бельмондо, Луи де Фюнеса, Софи Марсо: «Приключения раввина Якова», «Игрушка», «Папаши», «Высокий блондин в чёрном ботинке», «Укол зонтиком», «Инспектор-разиня», «Бум», а также «Астерикс против Цезаря», с характерной темой, исполненной на нае. В качестве основы для своих мелодий часто использует румынскую народную музыку, как, например, известная «сырба» из фильма «Высокий блондин в чёрном ботинке», исполненная на нае знаменитым Георге Замфиром.
Кроме того, Владимир Косма писал музыкальные заставки для старейшего канала телевидения Франции TF1 с 1975 до 1984 года.
В течение 3 лет работал над созданием оперы по мотивам «Марсельской трилогии» Марселя Паньоля, получившей название «Мариус и Фанни», премьера которой состоялась 4 сентября 2007 года в Марсельском оперном театре.
В настоящее время[какое?] посвящает себя написанию симфонических сюит, основанных на своих мелодиях.

## Избранная фильмография
- 1967 — Блаженный Александр
- 1967 — Цель (другое название — «Мишень»)
- 1968 — Приключения Тома Сойера
- 1970 — Тереза
- 1970 — Рассеянный / Le Distrait
- 1970 — Несчастье Альфреда / Les Malheurs d’Alfred
- 1970 — Путешественник
- 1972 — Высокий блондин в чёрном ботинке / Le Grand Blond Avec Une Chaussure Noir
- 1973 — Привет, артист!
- 1973 — Приключения раввина Якова / Les Aventures De Rabbi Jacob
- 1973 — Последняя связка в Париже / La Dernière Bourrée à Paris
- 1974 — Он начинает сердиться / Moutarde Me Monte Au Nez
- 1974 — Возвращение высокого блондина / Le Retour Du Grand Blond
- 1974 — Горячий кролик
- 1974 — Соперница
- 1975 — Михаил Строгов
- 1975 — Не упускай из виду
- 1975 — Розовый телефон
- 1975 — Дюпон Лажуа / Dupont Lajoie
- 1976 — Дракула — отец и сын
- 1976 — Игрушка / Le Jouet
- 1976 — И слоны бывают неверны
- 1976 — Крылышко или ножка
- 1976 — Сюрприз для шефа
- 1977 — Собака для монсеньора Мишеля
- 1977 — Ришельё
- 1977 — Чудовище
- 1977 — Каждому свой ад
- 1977 — Мы все попадём в рай / Nous irons tous au paradis
- 1978 — Склока
- 1978-1980 — Сэм и Салли
- 1978 — Я робкий, но я лечусь
- 1979 — Они большие, эти малыши
- 1979 — Это не я, это — он!
- 1980 — Бум / La Boum
- 1980 — Инспектор-разиня
- 1980 — Преступники в ночи
- 1980 — Телефонный бар
- 1980 — Укол зонтиком
- 1981 — Мужское дело / Une affaire d’hommes
- 1981 — Те, кого мы не имели / Celles qu’on n’a pas eues
- 1981 — Невезучие
- 1982 — Придурки на каникулах
- 1982 — Ас из асов
- 1982 — Бум 2 / La Boum 2
- 1982 — Дед Мороз — отморозок
- 1982 — Никогда до свадьбы / Jamais avant le mariage
- 1983 — Папаши
- 1983 — Бал
- 1983 — Банзай!
- 1983 — Цена риска / Le Prix du danger
- 1983 — Тайны французского двора / La chambre des dames
- 1984 — Двойняшки (другое название — «Близнец»)
- 1984 — Эйнштейн
- 1984 — Седьмая мишень
- 1985 — Астерикс против Цезаря
- 1985 — Беглецы
- 1985 — Короли шутки / Les Rois du gag
- 1986 — Астерикс в Британии (мультфильм)
- 1987 — Леви и Голиаф
- 1988 — Студентка / L’etudiante
- 1989 — Возвращение Арсена Люпена
- 1989 — Когда мы встретимся вновь (мини-сериал)
- 1990 — Слава моего отца[фр.]
- 1990 — Замок моей матери[фр.]
- 1991 — Бал недотёп
- 1991 — Огонь и снег
- 1991 — Тотальная слежка
- 1992 — Город на продажу
- 1993 — Муж Леона
- 1993 — Жажда золота
- 1994 — Бонсуар
- 1994 — Очаровашка
- 1996 — Ягуар
- 1997 — Солнце
- 1998 — Ужин с придурком
- 2001 — Хамелеон
- 2017 — Мистер Штайн идёт в онлайн
- 2018 — Как мальчишки

## Награды
- Офицер ордена Почётного легиона (29 декабря 2023 года)[1].
- Кавалер ордена Почётного легиона (13 июля 2004 года)[2].
- Командор ордена искусств и литературы (1986 год).
- Великий офицер ордена «За заслуги перед культурой»[рум.] в категории B «Музыка» (2003 год, Румыния)[3].